# El Salvador op de Olympische Zomerspelen 1972
El Salvador nam deel aan de Olympische Zomerspelen 1972 in München, West-Duitsland. Ook tijdens deze tweede deelname werd geen medaille gewonnen.

## Deelnemers en resultaten per onderdeel

### Schietsport
| Olympiër              | Discipline             | Resultaat | Prestatie                             |
| --------------------- | ---------------------- | --------- | ------------------------------------- |
| Juan Antonio Valencia | 50m geweer 3 houdingen | 62e       | 1057 punten: (388-317-348)            |
| José Mario Valdez     | 50m geweer liggend     | 98e       | 569 punten: (94-94-96-96-93-96)       |
| Juan Antonio Valencia | 50m geweer liggend     | 91e       | 576 punten: (97-93-97-97-97-95)       |
| José Luis Rosales     | 25m snelvuurpistool    | 56e       | 543 punten: (192-186-165)             |
| Andrés Amador         | skeet                  | 47e       | 180 punten: (21-22-23-22-23-22-24-23) |

### Zwemmen
| Olympiër                                                          | Discipline            | Resultaat | Prestatie                |
| ----------------------------------------------------------------- | --------------------- | --------- | ------------------------ |
| Antonio Ferracuti                                                 | 100m vrije slag (m)   | 40e       | serie 2: 5de in 56,69    |
| Salvador Vilanova                                                 | 100m vrije slag (m)   | 39e       | serie 6: 7de in 56,57    |
| Tomás Rengifo                                                     | 200m vrije slag (m)   | 42e       | serie 6: 7de in 2.08,67  |
| Salvador Vilanova                                                 | 200m vrije slag (m)   | DNS       | niet gestart             |
| Sergio Hasbún                                                     | 100m rugslag (m)      | 35e       | serie 1: 6de in 1.06,53  |
| Reynaldo Patiño                                                   | 100m rugslag (m)      | DNS       | niet gestart             |
| Sergio Hasbún                                                     | 200m rugslag (m)      | 35e       | serie 1: 6de in 2.27,93  |
| Piero Ferracuti                                                   | 100m schoolslag (m)   | 43e       | serie 4: 7de in 1.16,74  |
| Alejandro Cabrera                                                 | 200m schoolslag (m)   | 40e       | serie 6: 8ste in 2.56,60 |
| Piero Ferracuti                                                   | 200m schoolslag (m)   | 39e       | serie 2: 7de in 2.45,73  |
| Salvador Vilanova                                                 | 100m vlinderslag (m)  | 31e       | serie 1: 6de in 1.01,25  |
| Antonio Ferracuti Reynaldo Patiño Tomás Rengifo Salvador Vilanova | 4x100m vrije slag (m) | 14e       | serie 1: 7de in 3.49,14  |
| Antonio Ferracuti Sergio Hasbún Tomás Rengifo Salvador Vilanova   | 4x200m vrije slag (m) | DNS       | niet gestart             |

Afghanistan · Albanië · Algerije · Amerikaanse Maagdeneilanden · Argentinië · Australië · Bahama's · Barbados · België · Bermuda · Birma · Bolivia · Bondsrepubliek Duitsland · Brazilië · Brits-Honduras · Bulgarije · Canada · Ceylon · Chili · Colombia · Congo-Brazzaville · Costa Rica · Cuba · Dahomey · Denemarken · Dominicaanse Republiek · Duitse Democratische Republiek · Ecuador · Egypte · El Salvador · Ethiopië · Fiji · Filipijnen · Finland · Frankrijk · Gabon · Ghana · Griekenland · Groot-Brittannië · Guatemala · Guyana · Haïti · Hongarije · Hongkong · Ierland · IJsland · India · Indonesië · Iran · Israël · Italië · Ivoorkust · Jamaica · Japan · Joegoslavië · Kameroen · Kenia · Khmerrepubliek · Koeweit · Lesotho · Libanon · Liberia · Liechtenstein · Luxemburg · Madagaskar · Malawi · Maleisië · Mali · Malta · Marokko · Mexico · Monaco · Mongolië · Nederland · Nederlandse Antillen · Nepal · Nicaragua · Nieuw-Zeeland · Niger · Nigeria · Noord-Korea · Noorwegen · Oeganda · Oostenrijk · Opper-Volta · Pakistan · Panama · Paraguay · Peru · Polen · Portugal · Puerto Rico · Roemenië · San Marino · Saoedi-Arabië · Senegal · Singapore · Soedan · Somalië · Sovjet-Unie · Spanje · Suriname · Swaziland · Syrië · Taiwan · Tanzania · Thailand · Togo · Trinidad en Tobago · Tsjaad · Tsjecho-Slowakije · Tunesië · Turkije · Uruguay · Venezuela · Verenigde Staten · Vietnam · Zambia · Zuid-Korea · Zweden · Zwitserland